# 샬라몽
샬라몽 (Chalamont)은 프랑스 오베르뉴론알프 앵주의 코뮌이다. 2014년부터 세제리아 캉통의 일부로서 부르캉브레스 구역에 속하게 되었다. INSEE 자료에 따르면 리옹 도시권의 일부이기도 하다.
샬라몽에 사는 사람은 '샬라몽테' (Chalamontais)라고 부른다.

## 지리
샬라몽은 동브 지역 내에 위치한 곳으로 메지미외에서 북쪽으로 10 km 떨어진 지점에 있다. 또 빌프랑슈쉬르손-앙베리외앙뷔제와 메지미외-부르캉브레스 도로의 교차로와 만난다. 동브 평원에 자리한 도시로, 최고도 지점으로 지정되어 있다. 앵 강의 지류인 투아송 강이 흐르며, 이곳에 자리한 마뉴네 호수는 벨 강이 발원하는 곳이기도 하다.
샬라몽은 메지미외의 바쟁드비 (생활권지역)이기도 하다. 일직선상으로는 리옹 (37 km)보다 부르캉브레스 (24 km)와 더 가까우나, 리옹 교외와 경계를 마주하며 리옹 도시권에 속하는 다뇌 (17 km)와는 오히려 더욱 가깝다. 샤트네, 빌레트쉬랭, 베르셀뢰, 크랑, 샤티용라팔뤼, 생니지에르데제르와 경계를 마주한다.

## 역사
샬라몽이라는 지명은 성씨 중 하나인 '살로몽' (Salomon)에서 나온 것으로 추정되며, 리옹의 샬라몽 항 (지금의 생탕투안 강변)에서도 비롯된 듯 하다.
샬라몽 가의 봉토는 11세기로 거슬러 올라간다. 1212년에는 보이외 가의 기샤르 4세가 샬라몽의 알라르로부터 영주권을 얻었다. 1395년에는 브레상인들의 침략으로 마을이 파괴되었다. 1400년 6월 23일에는 보죄의 에두아르 2세가 부르봉 공작 루이 2세에게 영주권을 넘겼다.
1812년에는 롱쥐엘 코뮌이 샬라몽 코뮌에 병합되었다.

## 인구
| 연도 | 인구  | ±%    |
| ---- | ----- | ----- |
| 2006 | 2,012 | —     |
| 2007 | 2,093 | +4.0% |
| 2008 | 2,236 | +6.8% |
| 2009 | 2,279 | +1.9% |
| 2010 | 2,322 | +1.9% |
| 2011 | 2,365 | +1.9% |
| 2012 | 2,402 | +1.6% |
| 2013 | 2,409 | +0.3% |
| 2014 | 2,408 | −0.0% |
| 2015 | 2,407 | −0.0% |
| 2016 | 2,406 | −0.0% |

## 같이 보기
- 앵 주의 코뮌 목록